# David Bardsley
David John Bardsley (* 11. September 1964 in Manchester) ist ein ehemaliger englischer Fußballspieler. Der rechte Außenverteidiger war bekannt für seine Zeit als Erstligaspieler des FC Watford und der Queens Park Rangers. Dazu erreichte er mit Watford im Jahr 1984 das Endspiel im FA Cup, verlor dort jedoch mit 0:2 gegen den FC Everton. In den frühen 1990er-Jahren absolvierte er zudem zwei A-Länderspiele für England.

## Sportlicher Werdegang

### Vereinslaufbahn

#### Blackpool & Watford
Bardsley begann seine Profilaufbahn im Jahr 1982 beim englischen Viertligisten FC Blackpool und war als Rechtsverteidiger ab der Saison 1982/83 Stammspieler der Mannschaft, die aus dem Tabellenkeller ins obere Drittel in der folgenden Spielzeit kletterte. Gut zwei Monate nach seinem 19. Geburtstag bot sich ihm die Chance auf einen Wechsel in die oberste englische Spielklasse und nach insgesamt 49 Pflichtspielen für Blackpool heuerte er im November 1983 für die Ablösesumme von 150.000 Pfund beim FC Watford an. Maßgeblich für diesen Transfer war, dass Blackpools Trainer Sam Ellis ehemals Assistent von Watford Trainer Graham Taylor gewesen war.
Schnell konnte Barsley mit seiner Schnelligkeit auf der rechten Abwehrseite überzeugen, verpasst im weitere Saisonverlauf keine einzige Partie und absolvierte das 1984er Finale im FA Cup, das allerdings mit 0:2 gegen den FC Everton verloren ging. Watford war gespickt mit jungen Talenten wie Lee Sinnott, Steve Terry und John Barnes, aber Barsley fand sich in der folgenden Spielzeit 1984/85 zumeist in der Reservemannschaft wider. Als er schließlich wieder seine Chancen erhielt, wurde er oft als Flügelspieler eingesetzt. Bardsley konnte sich mit dieser Rolle nie anfreunden, da er weniger Bindung zum Spiel fand. Dennoch konnte er auch dort mit guten Leistungen aufwarten, vor allem als er im März 1987 im Viertelfinale des FA Cups beim 3:1-Auswärtssieg gegen den FC Arsenal dem generischen Linksverteidiger und englischen Nationalspieler Kenny Sansom erhebliche Schwierigkeiten bereitete. Im anschließenden Semifinale gegen Tottenham Hotspur spielte Barnsley als rechter Verteidiger gegen Steve Hodge und die Partie ging mit 1:4 verloren. Nach dem Saisonende verließ Trainer Taylor den Verein in Richtung Aston Villa. Unter dem Nachfolger Dave Bassett spielte Bardsley keine entscheidende Rolle mehr und so verließ dieser im September 1987 den Verein in Richtung des Erstligakonkurrenten Oxford United. Bassett hatte sich nach Watfords Verkauf von John Barnes an den FC Liverpool dazu entschieden, weitere Leistungsträger zu verkaufen, darunter neben Bardlsey noch Kevin Richardson und Lee Sinnott, was jedoch nicht von Erfolg gekrönt war und Bassetts Entlassung im Januar 1988 zur Folge hatte.

#### Über Oxford zu den Queens Park Rangers
In Oxford sollte Bardsley David Langan ersetzen, wobei die Saison 1987/88 enttäuschend mit dem Abstieg als Tabellenletzter endete – knapp davor landete der FC Watford, der ebenfalls den Gang in die Zweitklassigkeit antreten musste. In der folgenden Zweitligasaison 1988/89 kam Oxford nicht über einen Platz im unteren Tabellendrittel hinaus. Bardsley war eine der wenigen Konstanten mit 37 Ligaeinsäten und sechs Toren und so überraschte es wenig, dass ihn mit den Queens Park Rangers im September 1989 ein weiterer Erstligist unter Vertrag nahm – die Ablösesumme betrug 500.000 Pfund.
QPR war zu diesem Zeitpunkt einer der besten englischen Fußballvereine überhaupt und so war für Bardsley die Rolle als Stammspieler nicht selbstverständlich. Es dauerte jedoch nicht lange, bis er sich in seiner angestammten Rolle des rechten Außenverteidigers etablierte und nachdem die Premier League ihre erste Saison 1992/93 absolviert hatte, wurde Bardsley in die „Mannschaft des Jahres“ (PFA Team of the Year) gewählt. In der Frühzeit der Premier League waren die Queens Park Rangers häufig die beste Mannschaft in London und konnten dabei einige Siege gegen Top-Mannschaften feiern. Bardsley zählte selbst einige Tore zu seinen Karrierehöhepunkten, darunter ein Freistoßtor gegen den FC Southampton als auch ein Treffer per Flugkopfball gegen Leeds United. Auf dem Feld harmonierte er besonders mit Andy Impey, wobei Bardsley mit „überlappenden Läufen“ auf dem Flügel überzeugte; dazu verband ihn eine besonderes Freundschaft mit Alan McDonald, der früh im Alter von nur 48 Jahren verstarb und oft sein Zimmernachbar bei Auswärtsspielen gewesen war. Trotz namhafter Spieler wie Ray Wilkins und Les Ferdinand bestand die Mannschaft aus eher weniger bekannten Fußballern, die sich oft aus den untersten Profiligen entwickelt hatten. Insgesamt verbrachte Bardsley bis zum Ende der Saison 1997/98 insgesamt neun Jahre, wobei er die letzten beiden Spielzeiten in der zweiten Liga verbrachte, aufgrund von Achillessehnen-Problemen jedoch fast gar nicht zum Einsatz kam. Hauptverantwortlich für den Niedergang in den letzten Jahren waren Abgänge von Schlüsselspielern, dabei vor allem der von Les Ferdinand im Jahr 1995.

#### Karriereausklang
Bardsley kehrte im Juli 1998 ablösefrei zu seinem „Heimatklub“ aus Blackpool zurück. Für den nunmehr drittklassigen Verein absolvierte er in den folgenden zwei Jahren insgesamt 74 Pflichtspiele, musste aber zum Ende erneut einen Abstieg in die vierte Liga hinnehmen. In der fünften Liga ließ er kurz darauf seine aktive Laufbahn bei Northwich Victoria ausklingen, bevor er sich auf seine Trainertätigkeit fokussierte.

### Englische Nationalmannschaft
Obwohl Bardsley bei dem vergleichsweise kleinen Erstligisten Queens Park Rangers unterwegs war, geriet er zu Beginn der 1990er-Jahre in den Fokus der englischen Nationalmannschaft, die zu der Zeit von Graham Taylor trainiert wurde. Die Position des rechten Verteidigers galt als Schwachstelle, auf der Taylor oft experimentierte. Lee Dixon vom FC Arsenal war ursprünglich „erste Wahl“, der aber den ebenfalls noch konkurrierenden Gary Stevens aus den letzten beiden WM-Endrunden nicht dauerhaft ersetzen konnte. Weitere Chancen erhielt im Jahr 1991 Gary Charles von Nottingham Forest und auch der aufstrebende Paul Parker versuchte sich als Rechtsverteidiger. Als großes Talent spielte sich dann Rob Jones vom FC Liverpool vor der Euro 1992 in Schweden in den Vordergrund, aber großes Verletzungspech sorgte dafür, dass mit Dixon, Stevens und Jones alle drei Favoriten verletzungsbedingt für das Turnier ausfielen. Nach dem frühen Aus in der Gruppenphase berief Taylor, der Bardsley bereits in Watford trainiert hatte, den QPR-Verteidiger in den Kader neben Dixon als einzigem Rechtsverteidiger darüber hinaus. Bei einem Freundschaftsspiel in Spanien (0:1) wurde Bardsley am 9. September 1992 erstmals eingewechselt. Es folgte am 29. März 1993 sein erster Auftritt in der Startelf in der WM-Qualifikation in Polen. Hier zeigte er beim 1:1 zwar eine solide Leistung, aber nach den Comebacks von Dixon und Jones wurde Bardsley anschließend nicht mehr berücksichtigt.

### Trainertätigkeiten
Zu Beginn der 2000er-Jahre eröffnete Bardsley seine eigene Fußballschule. Später zog es ihn in die Vereinigten Staaten und betrieb den Akademiestützpunkt von Ajax Amsterdam in Florida. Die Verbindung seiner Schulen mit dem niederländischen Spitzenklub wurde später aufgelöst; er blieb jedoch weiter als Trainer aktiv.

## Titel/Auszeichnungen
- PFA Team of the Year (2): 1988/89 (2. Liga), 1992/93 (1. Liga)